# Palazzo Tufarelli
Il palazzo Tufarelli è un edificio di valore storico e architettonico di Napoli, ubicato in via Benedetto Croce.
L'area del palazzo, originariamente, era con molta probabilità parte delle proprietà veneziane di palazzo Venezia. Di esso abbiamo notizie certe al 1419 quanto fu adibito a sede del Maestro Giustiziero in dipendenza del confinante palazzo Venezia. L'immobile venne probabilmente riedificato nel XVI secolo nello stile rinascimentale napoletano e nel Seicento passò alla famiglia dei De Luna e poi a don Domenico Fiorillo. Dopo il 1727 passò ai Sambiase, ma già prima del 1754 venne acquistato dai conti Tufarelli che commissionarono un rinnovo architettonico dell'intero palazzo attribuito a Nicola Tagliacozzi Canale: infatti, sono riconducibili a questo periodo la scala, un secondo cortile e le decorazioni a stucco. 
Si accede al palazzo per mezzo di un androne decorato a stucco con stemma familiare dipinto sulla volta; alle pareti si notano ancora gli anelli dove si attaccavano i cavalli. Il cortile presenta una pregevole scala aperta del XVIII secolo, mentre, tramite un collegamento, si accede al cortile piccolo.
Al giorno d'oggi è un condominio privato ben conservato.

## Galleria d'immagini

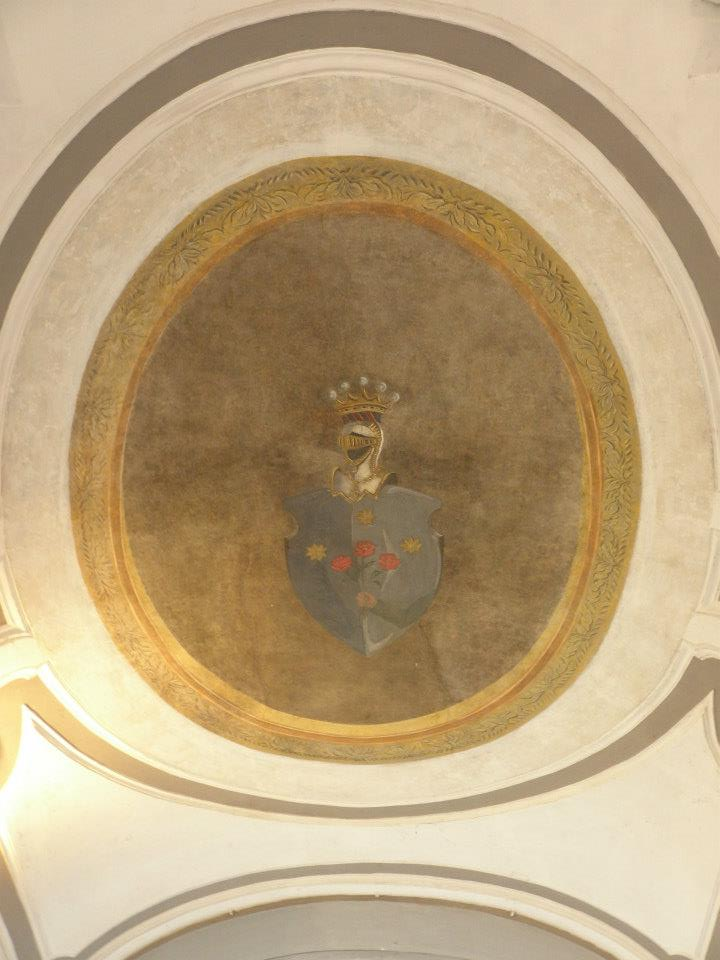
Lo stemma della famiglia Tufarelli dipinto sull'androne del palazzo
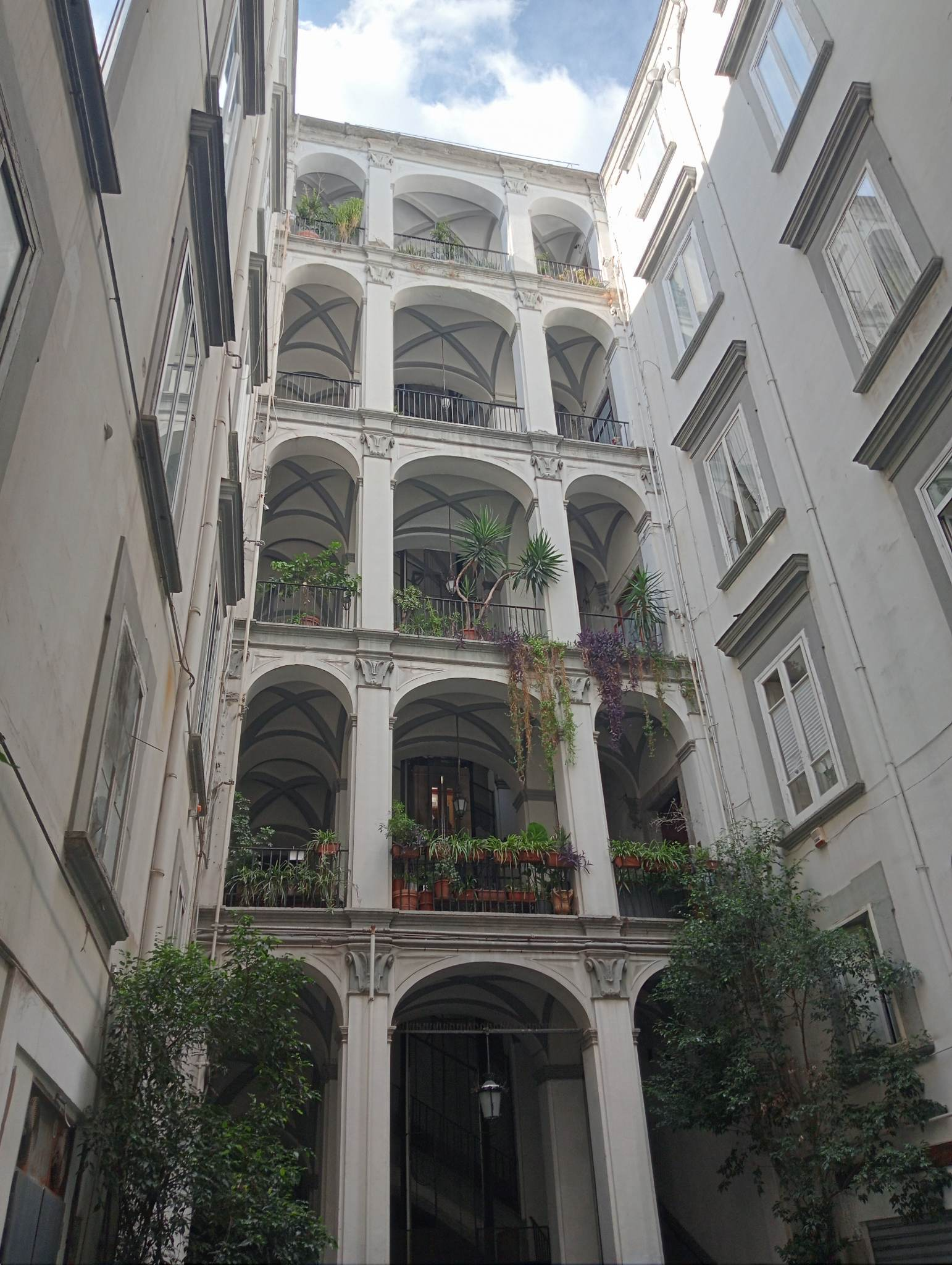
La scala aperta del palazzo